# Carlina salicifolia
Carlina salicifolia es una especie de planta herbácea de la familia de las asteráceas.

## Descripción

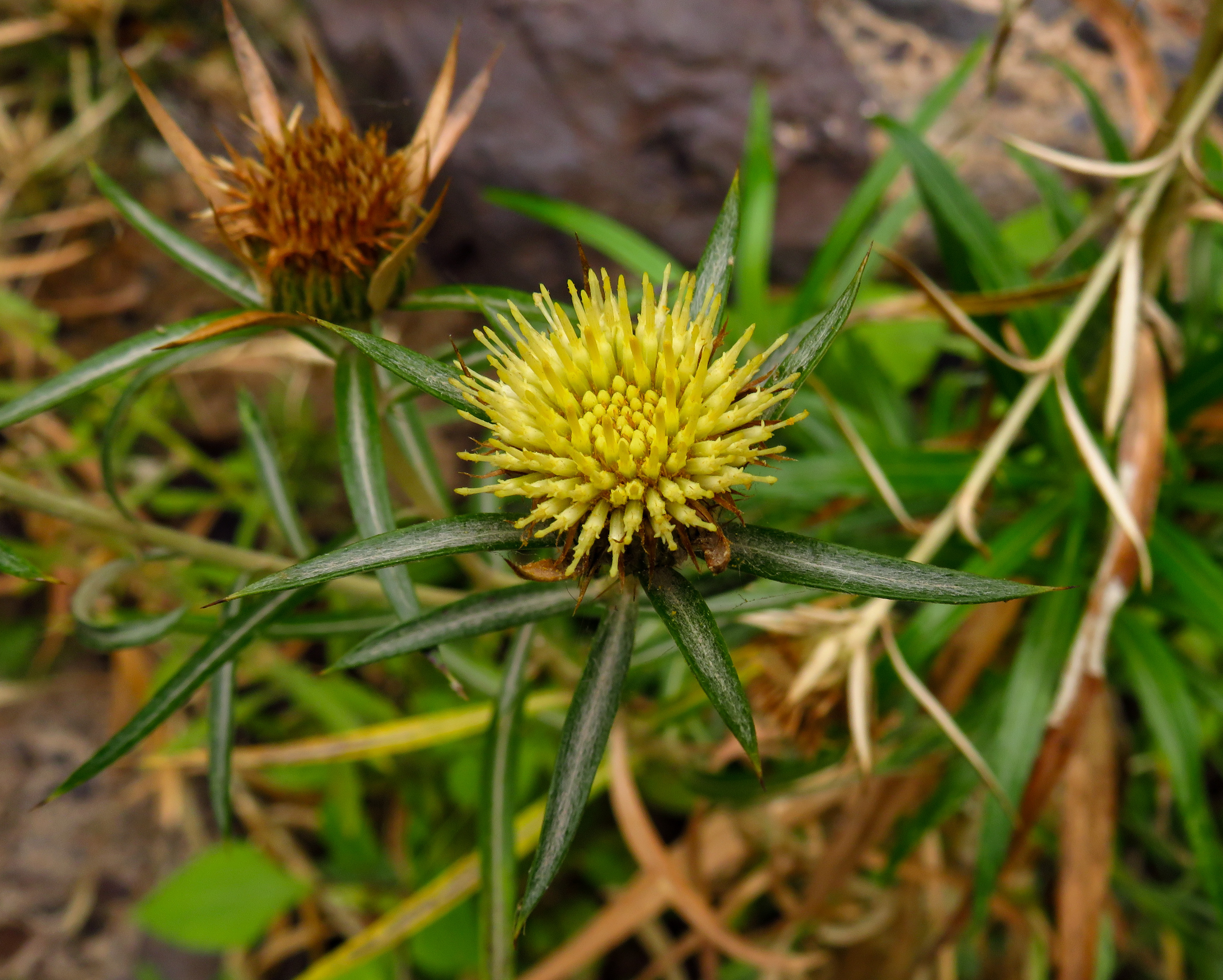
Inflorescencia de Carlina salicifolia en Tenerife.

Se diferencia de otras especies del género por sus inflorescencias de 3-6 capítulos grandes, de 2-3,5 cm, y por sus hojas, lanceoladas, no curvadas y generalmente espinosas (Las plantas de Lanzarote tienen las hojas más anchas y sin espinas).

## Distribución geográfica

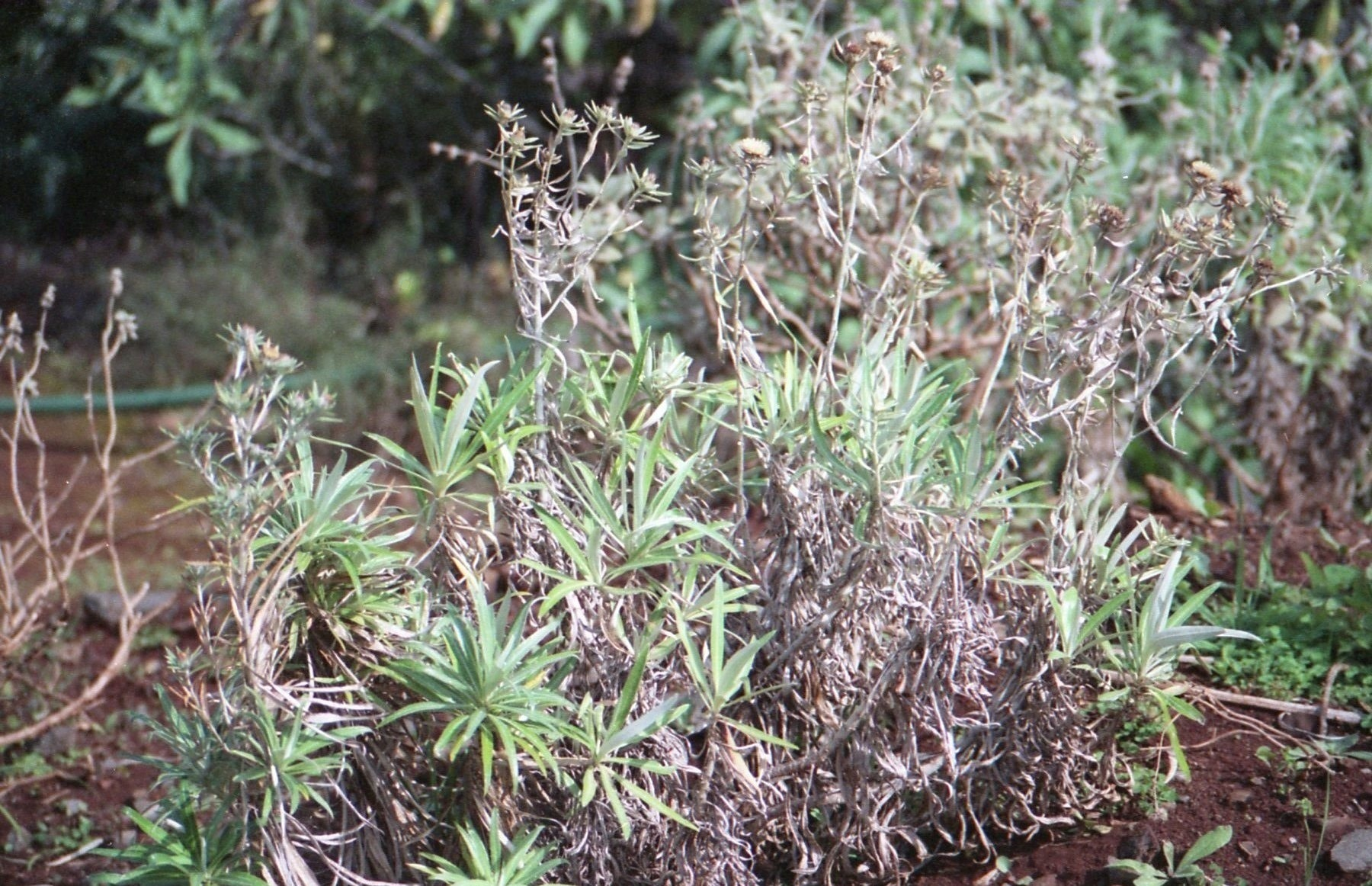
Vista de la planta.

C.salicifolia es un endemismo macaronésico, con dos variedades: var.salicifolia, presente en todas las islas y en el archipiélago de Madeira y la var.inermis Lowe, que se encuentra en la isla de Lanzarote y en Madeira. Bramwell y Bramwell (2001) consideran las plantas de Lanzarote como ssp.lancerottensis G.Kunkel.

## Taxonomía
Carlina salicifolia fue descrita por (L.f.) Cav. y publicado en Anales Ci. Nat. iv. (1801) 81; Less. in Linnaea, vi. (1831) 88.
Etimología
Carlina: nombre genérico que cuenta la leyenda que le enseñaron los «ángeles» a Carlomagno  como debía emplearla (refiriéndose a Carlina acaulis) contra la peste, y que así libró a sus huestes  de ella; y la planta se nombró así en su honor. Más tarde, la leyenda cambió a Carlomagno por Carlos I de España. Está última «interpretación» sería la que sirvió de base a Linneo para nombrar al género.
salicifolia: epíteto que alude a la similitud de las hojas de esta planta con las del género Salix.
Sinonimia
- Carlina falcata Svent.
- Carlina salicifolia f. excedens G.Kunkel
- Carlina salicifolia var. gomerensis G.Kunkel
- Carlina salicifolia var. inermis Lowe
- Carlina salicifolia var. latifolia Lowe
- Carlina salicifolia var. salicifolia (L.f.) Cav.
- Carlina salicifolia var. spinellosa Lowe
- Carlowizia corymbosa Cass.
- Carlowizia salicifolia (L.f.) Moench
- Carthamus integrifolius Hort. ex Webb & Berthel.
- Carthamus salicifolius L.f.[4]

## Nombre común
Se conoce como "cabezote o cardo de Cristo".